# Lipinki Łużyckie
Lipinki Łużyckie è un comune rurale polacco del distretto di Żary, nel voivodato di Lubusz.
Ricopre una superficie di 88,55 km² e nel 2004 contava 3 247 abitanti.